# غريغ توماس
غريغ توماس (12 أغسطس 1960 في المملكة المتحدة - ) (بالإنجليزية: Greg Thomas)‏ هو لاعب كريكت جنوب أفريقي وبريطاني. شارك مع منتخب إنجلترا للكريكت. أما مع النوادي، فقد لعب مع Impalas (cricket team) ‏ ونادي مقاطعة غلاموركن للكريكت ‏ ونادي مقاطعة نورثامبتونشير للكريكت ‏ وBorder (cricket team) ‏ وEastern Province (cricket team) ‏.

## وصلات خارجية
- غريغ توماس على موقع إي آس بي آن كريك إنفو (الإنجليزية)